# Гогелия, Георгий Ильич
Георгий (Командо) Ильич Гогелия (груз. გიორგი (კომანდო) ილიას ძე გოგელია, 6 сентября 1878 года, Озургети — 21 декабря 1924 года, Тифлис) — русский революционер-анархист грузинского происхождения.

## Биография
В 1895 году окончил Озургетское духовное училище, затем Кутаисскую духовную семинарию. В 1897 году уехал во Францию, жил в Сент-Луисе. Окончил агрономический факультет в Агрономическом колледже Нанс, затем учился в Лозанне (Швейцария), посещал лекции по химии в Женевском университете.
За рубежом Гогелия вступил в революционную борьбу, став членом организованной группы русских анархистов. Вместе со своей женой редактировал в Женеве анархистский партийный орган «Хлеб и воля», в котором активно сотрудничают видные анархисты Пётр Кропоткин, Варлам Черкезишвили и Луиджи Бертон. Со времен первой русской революции (1905) Гогелия является одной из самых активных фигур среди анархистов, редактирует различные журналы и газеты, участвует в митингах и дискуссиях, читает лекции.
Прибыв на родину во время революции 1905 года, занимался революционной пропагандой в Сухуми и Тифлисе. Но вскоре снова бежал в Европу — сначала в Швейцарию, а затем во Францию. Опубликовал произведения Черкезишвили; Наиболее важным из них является «Как и как развивался революционный синдикализм?» с предисловием Кропоткина. Кропоткин и его грузинские последователи раскритиковали И. Сталина в своем эссе «Анархизм или социализм?»
Летом 1914 года у Гогелия был диагностирован «прогрессирующий туберкулёз».
В 1921 году Гогелия возвращается в Грузию. Живёт сначала в Кутаиси, затем в Кобулети. Закончил свою жизнь в психиатрической больнице.
Похоронен в Дидубийском Пантеоне писателей и общественных деятелей.